# VI SS Cuerpo de Ejército (letón)
El VI SS Cuerpo de Ejército (letón) o VI. SS-Freiwilligen-Armeekorps (Lettisches) en alemán, fue una unidad de las Waffen-SS durante la Segunda Guerra Mundial. Se formó en octubre de 1943 para comandar las divisiones de las Waffen-SS de Letonia. Luchó en el sector norte del Frente Oriental como parte del 18.º Ejército. Formaron parte del Grupo de Ejércitos Norte hasta principios de 1945, cuando estuvo subordinado al Grupo de Ejércitos Curlandia. En octubre de 1944, fueron rodeados por las ofensivas del Ejército Rojo y pasaron el resto de la guerra en la bolsa de Curlandia, hasta que se rindieron al Ejército Rojo al final de la guerra.

## Comandantes
- Obergruppenführer Karl Pfeffer-Wildenbruch (8 de octubre de 1943 - 11 de junio de 1944)
- Obergruppenführer Friedrich Jeckeln (11 de junio de 1944 - 21 de julio de 1944)
- Gruppenführer Karl Fischer von Treuenfeld (21 de julio de 1944 - 25 de julio de 1944)
- Obergruppenführer Walther Krüger (25 de julio de 1944 - 8 de mayo de 1945)[1][2]

## Zona de operaciones
- Frente Oriental, sector norte (octubre de 1943 - septiembre de 1944)
- Letonia (septiembre de 1944 - mayo de 1945)[1]

## Orden de batalla
- Tropas del cuerpo
  - 106.º Batallón SS de Comunicaciones
  - 506.º Batallón SS Nebelwerfer
  - 506.ª Batería de artillería de alcance SS Schwere
  - 106/506.º Batallón SS Flak
  - Compañía de Pioneros
  - Batallón Lehr
  - 106.ª Compañía de transporte SS
  - 106.ª Compañía SS Feldgendarmerie
- 15.ª División SS de granaderos
- 19.ª División SS de granaderos[1]